# Phu Yen
Phu Yen (vietnamita: Phú Yên) é uma província do Vietnã.